# Vieillevigne (Loire-Atlantique)
Pour les articles homonymes, voir Vieillevigne.
Vieillevigne est une commune de l'Ouest de la France, située dans le département de la Loire-Atlantique, en région Pays de la Loire.

## Géographie

Situation de la commune de Vieillevigne dans le département de la Loire-Atlantique.

Vieillevigne est située à 9 km à l'ouest de Montaigu, à 30 km au sud de Nantes et à 36 km au nord de La Roche-sur-Yon, dans une indentation de la Loire-Atlantique en Vendée.
Selon le classement établi par l'Insee en 1999, Vieillevigne était une commune rurale non polarisée (cf. Liste des communes de la Loire-Atlantique).

### Communes limitrophes
|                                           | La Planche (Loire-Atlantique)     | Remouillé (Loire-Atlantique) Saint-Hilaire-de-Loulay (Vendée) |
| Saint-Philbert-de-Bouaine (Vendée)        | Vieillevigne (44)                 | Boufféré (Vendée)                                             |
| Rocheservière (Vendée) Mormaison (Vendée) | Saint-André-Treize-Voies (Vendée) |                                                               |

### Climat
Pour des articles plus généraux, voir Climat des Pays de la Loire et Climat de la Loire-Atlantique.
En 2010, le climat de la commune est de type climat océanique franc, selon une étude du CNRS s'appuyant sur une série de données couvrant la période 1971-2000. En 2020, Météo-France publie une typologie des climats de la France métropolitaine dans laquelle la commune est exposée à un climat océanique et est dans la région climatique  Bretagne orientale et méridionale, Pays nantais, Vendée, caractérisée par une faible pluviométrie en été et une bonne insolation.
Pour la période 1971-2000, la température annuelle moyenne est de 11,9 °C, avec une amplitude thermique annuelle de 14,1 °C. Le cumul annuel moyen de précipitations est de 830 mm, avec 12,2 jours de précipitations en janvier et 6,4 jours en juillet. Pour la période 1991-2020, la température moyenne annuelle observée sur la station météorologique de Météo-France la plus proche, sur la commune de Rocheservière à 7 km à vol d'oiseau, est de 12,4 °C et le cumul annuel moyen de précipitations est de 831,3 mm,. Pour l'avenir, les paramètres climatiques de la commune estimés pour 2050 selon différents scénarios d'émission de gaz à effet de serre sont consultables sur un site dédié publié par Météo-France en novembre 2022.

## Urbanisme

### Typologie
Au 1er janvier 2024, Vieillevigne est catégorisée bourg rural, selon la nouvelle grille communale de densité à sept niveaux définie par l'Insee en 2022.
Elle appartient à l'unité urbaine de Vieillevigne, une unité urbaine monocommunale constituant une ville isolée,. Par ailleurs la commune fait partie de l'aire d'attraction de Nantes, dont elle est une commune de la couronne,. Cette aire, qui regroupe 116 communes, est catégorisée dans les aires de 700 000 habitants ou plus (hors Paris),.

### Occupation des sols
L'occupation des sols de la commune, telle qu'elle ressort de la base de données européenne d’occupation biophysique des sols Corine Land Cover (CLC), est marquée par l'importance des territoires agricoles (95,5 % en 2018), en diminution par rapport à 1990 (96,9 %). La répartition détaillée en 2018 est la suivante : 
terres arables (64,4 %), zones agricoles hétérogènes (22,9 %), prairies (7,1 %), zones urbanisées (2,9 %), cultures permanentes (1,1 %), forêts (0,7 %), zones industrielles ou commerciales et réseaux de communication (0,5 %), mines, décharges et chantiers (0,4 %). L'évolution de l’occupation des sols de la commune et de ses infrastructures peut être observée sur les différentes représentations cartographiques du territoire : la carte de Cassini (XVIIIe siècle), la carte d'état-major (1820-1866) et les cartes ou photos aériennes de l'IGN pour la période actuelle (1950 à aujourd'hui).

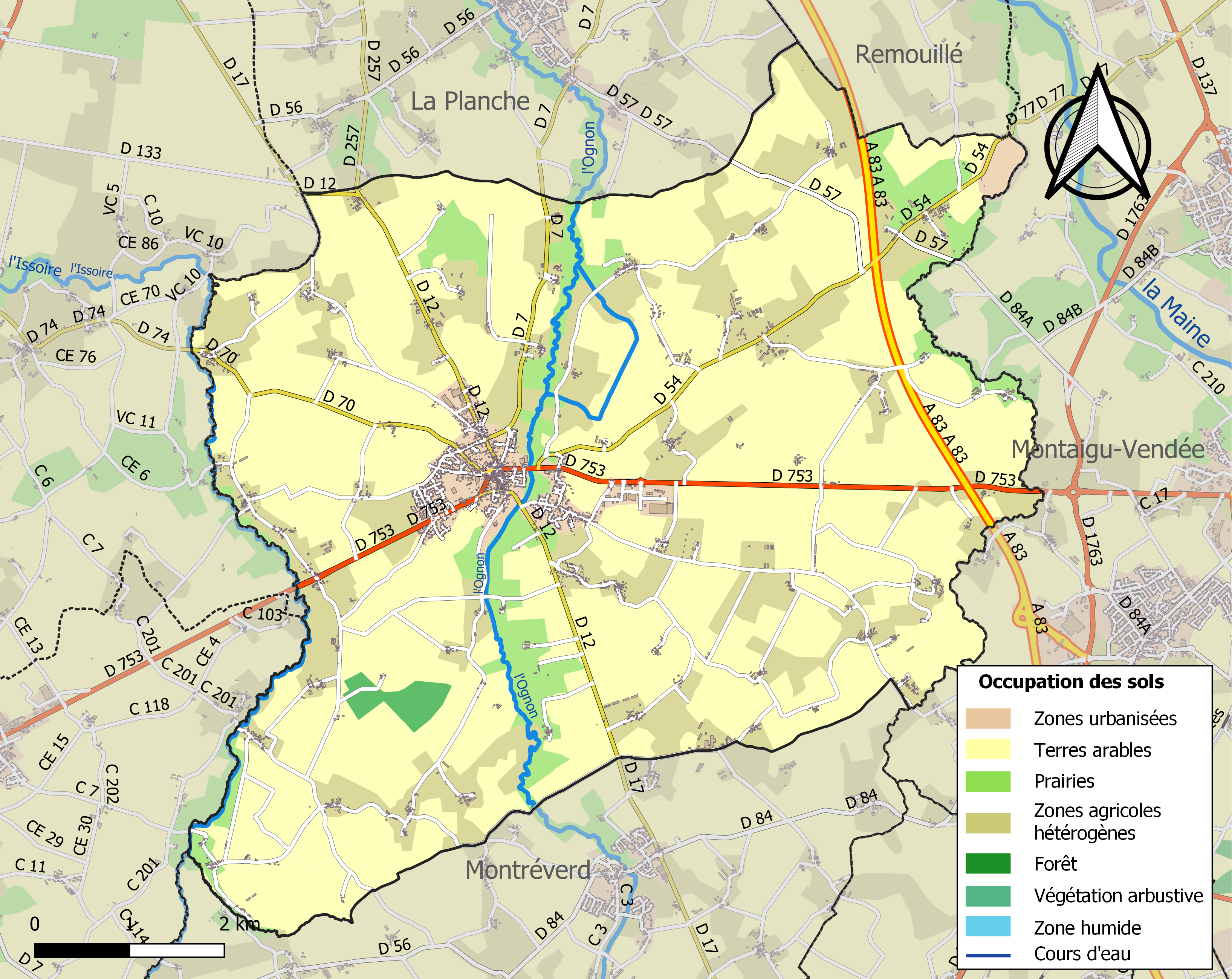
Carte des infrastructures et de l'occupation des sols de la commune en 2018 (CLC).

## Toponymie
Le nom de la localité est attesté sous la forme Vetula Vinea en 908.
Le nom de Vieillevigne vient donc du latin vetula vinea (« vieille vigne »).
Vieillevigne se trouve au sud de la zone de transition entre le poitevin et le gallo. Localement, son nom est prononcé [vəjvəɲ]  ou [vɛjvɛjɲ] et s'écrit Veille-Vegne en écriture ABCD ou Velh Vegn en écriture MOGA.
La forme bretonne proposée par l'Office public de la langue bretonne est Henwinieg.

## Histoire
Vestiges préhistoriques et antique : Gisement de silex.
La châtellenie de Vieillevigne rayonnait jadis sur le Lac de Grandlieu (c'est-à-dire tout un vaste territoire entre le Pays de Retz et le Clissonnais). Cette châtellenie avait des fiefs dans huit paroisses et était liée au domaine du Lac de Grand-Lieu. Elle jouissait d'une haute justice exercée au bourg même et du droit de tenir marché chaque lundi et six foires par an. Le château de La Brelaire en était le siège. Les seigneurs successifs furent les Gastineau, de Machecoul (maison capétienne), de La Lande (dit « de Machecoul »), de La Chapelle, de Damas-Thianges, de Crux-Courboyer, de Rochechouart de Mortemart, Le Clerc (ou Leclerc) de Juigné.
Louis XIII y passa une nuit en 1622. À la tête de 8 000 hommes à Vieillevigne, il était en chemin vers l'Aunis avec l'intention d'y combattre les protestants.
De 1562 à 1725, Vieillevigne est un des haut-lieux du culte protestant de l'Ouest de la France. Les familles d'Avaugour et La Rochegiffart (ou Roche-Giffart, cadets de la famille de La Chapelle) s'adonnent au protestantisme et il existe en 1563 un temple sur la place Saint-Thomas (ancienne chapelle Saint-Thomas).
Les armées de la duchesse de Berry furent vaincues au village du Grand Chêne en 1832.

## Politique et administration

### Maires successifs
| Période                                  | Période                      | Identité                    | Étiquette    | Qualité |
| ---------------------------------------- | ---------------------------- | --------------------------- | ------------ | --- |
| Les données manquantes sont à compléter. |                              |                             |              | |
| 1871                                     | 1936                         | M. Le Maignan de l'Écorce   |              | |
| 1936                                     | mai 1953                     | Joseph Léchappé (1897-1958) |              | Géomètre-expert, ancien adjoint au maire |
| mai 1953                                 | mars 1959                    | Henri Dugast                |              | Cultivateur, ancien adjoint au maire |
| mars 1959                                | mars 2001                    | Paulette Gandemer,          | DVD          | Conseillère générale d'Aigrefeuille-sur-Maine (1961 → 1998) Vice-présidente du conseil général de la Loire-Atlantique Maire honoraire (2002) |
| mars 2001                                | mars 2008                    | Daniel Bolteau              | DVD puis UMP | Facteur |
| mars 2008                                | En cours (au 8 février 2022) | Nelly Sorin                 | DVD          | Secrétaire comptable Conseillère départementale de Clisson (2015 → ) Présidente de Clisson Sèvre et Maine Agglo (2017 → 2020)                |

### Jumelages
- Weingarten (Rhénanie-Palatinat) (Allemagne)

## Population et société

### Démographie

#### Évolution démographique
La commune est démembrée partiellement en 1855 pour permettre la création de la commune de La Planche.
L'évolution du nombre d'habitants est connue à travers les recensements de la population effectués dans la commune depuis 1793. Pour les communes de moins de 10 000 habitants, une enquête de recensement portant sur toute la population est réalisée tous les cinq ans, les populations de référence des années intermédiaires étant quant à elles estimées par interpolation ou extrapolation. Pour la commune, le premier recensement exhaustif entrant dans le cadre du nouveau dispositif a été réalisé en 2008.

En 2022, la commune comptait 4 110 habitants, en évolution de +3,76 % par rapport à 2016 (Loire-Atlantique : +6,68 %, France hors Mayotte : +2,11 %).
| 1793  | 1800  | 1806  | 1821  | 1831  | 1836  | 1841  | 1846  | 1851  |
| ----- | ----- | ----- | ----- | ----- | ----- | ----- | ----- | ----- |
| 8 000 | 3 323 | 4 777 | 5 630 | 5 451 | 5 487 | 5 297 | 5 375 | 5 422 |

| 1856  | 1861  | 1866  | 1872  | 1876  | 1881  | 1886  | 1891  | 1896  |
| ----- | ----- | ----- | ----- | ----- | ----- | ----- | ----- | ----- |
| 3 610 | 3 698 | 3 622 | 3 555 | 3 526 | 3 445 | 3 413 | 3 455 | 3 393 |

| 1901  | 1906  | 1911  | 1921  | 1926  | 1931  | 1936  | 1946  | 1954  |
| ----- | ----- | ----- | ----- | ----- | ----- | ----- | ----- | ----- |
| 3 201 | 3 139 | 3 057 | 2 653 | 2 605 | 2 643 | 2 561 | 2 542 | 2 659 |

| 1962  | 1968  | 1975  | 1982  | 1990  | 1999  | 2006  | 2008  | 2013  |
| ----- | ----- | ----- | ----- | ----- | ----- | ----- | ----- | ----- |
| 2 788 | 2 892 | 2 793 | 2 948 | 3 127 | 3 263 | 3 726 | 3 861 | 3 941 |

| 2018  | 2022  | - | - | - | - | - | - | - |
| ----- | ----- | - | - | - | - | - | - | - |
| 3 957 | 4 110 | - | - | - | - | - | - | - |

#### Pyramide des âges
La population de la commune est relativement jeune.
En 2018, le taux de personnes d'un âge inférieur à 30 ans s'élève à 36,2 %, soit en dessous de la moyenne départementale (37,3 %). À l'inverse, le taux de personnes d'âge supérieur à 60 ans est de 24,4 % la même année, alors qu'il est de 23,8 % au niveau départemental.
En 2018, la commune comptait 1 981 hommes pour 1 976 femmes, soit un taux de 50,06 % d'hommes, légèrement supérieur au taux départemental (48,58 %).
Les pyramides des âges de la commune et du département s'établissent comme suit.
| Hommes | Classe d’âge | Femmes |
| ------ | ------------ | ------ |
| 1,1    | 90 ou +      | 2,1    |
| 6,4    | 75-89 ans    | 8,8    |
| 15,3   | 60-74 ans    | 15,2   |
| 20,0   | 45-59 ans    | 19,2   |
| 19,9   | 30-44 ans    | 19,7   |
| 15,3   | 15-29 ans    | 13,4   |
| 21,9   | 0-14 ans     | 21,7   |

| Hommes | Classe d’âge | Femmes |
| ------ | ------------ | ------ |
| 0,6    | 90 ou +      | 1,8    |
| 6      | 75-89 ans    | 8,6    |
| 15,1   | 60-74 ans    | 16,4   |
| 19,4   | 45-59 ans    | 18,8   |
| 20,1   | 30-44 ans    | 19,3   |
| 19,2   | 15-29 ans    | 17,4   |
| 19,5   | 0-14 ans     | 17,6   |

## Culture locale et patrimoine

### Lieux et monuments
- Chapelle Notre-Dame des Champs XIe / XVIIe siècle. Si la maçonnerie garde peut-être des éléments d’un édifice roman antérieur, la fontaine, la nef avec sa porte à accolade et la charpente portent les marques d’une reprise à l’époque gothique (XIVe siècle ?)[26]. Le chœur est rebâtit et voûté en 1687 avec les pierres de la chapelle Saint Thomas, désaffectée[27]. Celle-ci était le Temple protestant de Vieillevigne, supprimé à la suite de la révocation de l’Edit de Nantes[28].
- Le bois joli, seigneurie de 60 hectares, acheté vers 1850 par la famille de Louis III Courtois, de Beaupréau, elle fut transmise à un notaire, maitre Louis Courtois et son épouse Marie-Joseph Ecomard.

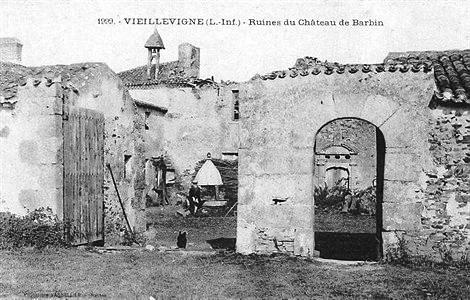
Ruines du château du Barbin.
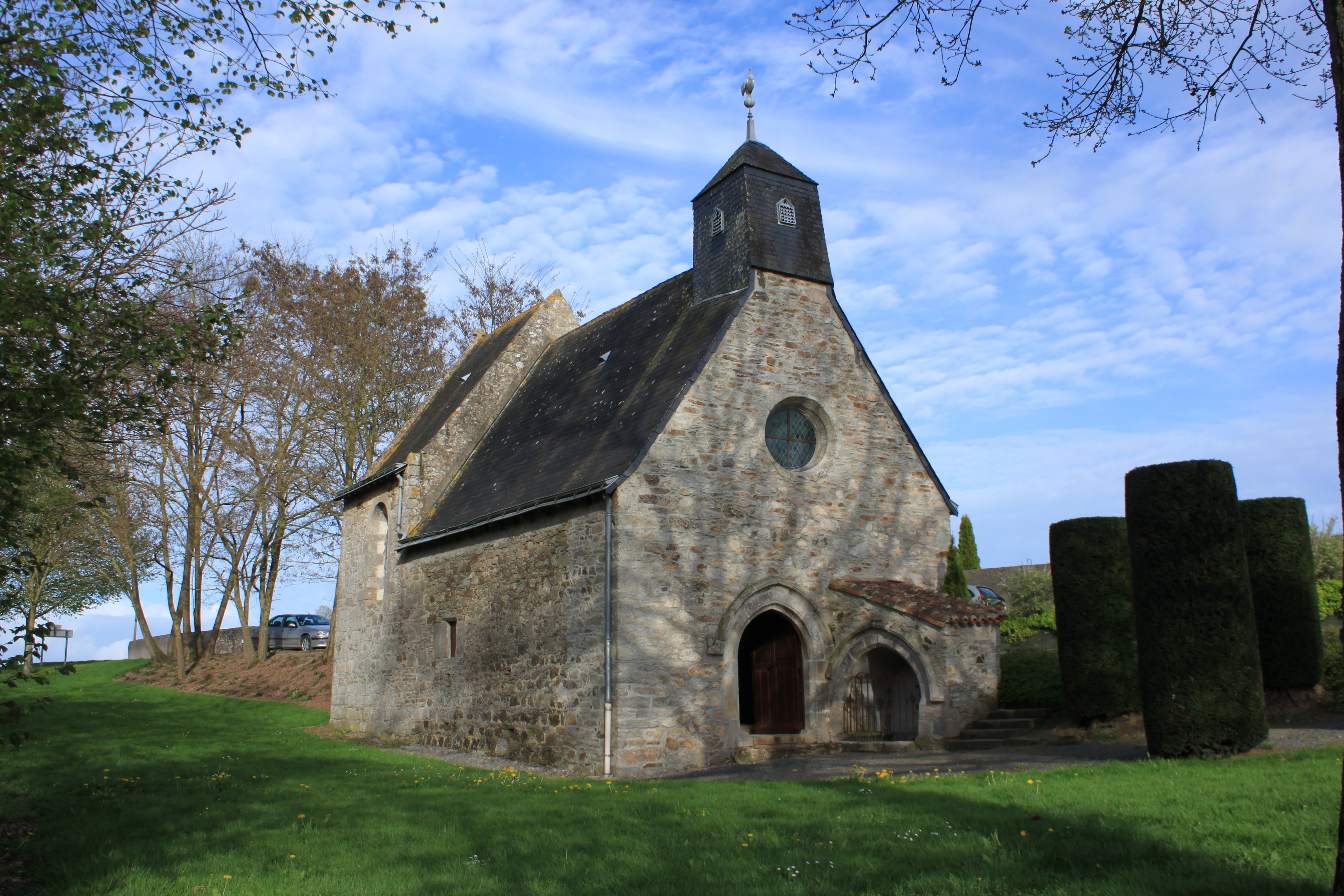
Chapelle Notre-Dame-des-Champs.

- Ruines du château du Barbin.
- Chapelle Notre-Dame-des-Champs.

## Emblèmes

### Héraldique
| Blason | Blasonnement : D'argent à deux filets engrelés, croisés en sautoir, accompagnés de quatre aiglettes, le tout de sable. Commentaires : Sceau de Jehan Gastineau, meunier, qui fut administrateur de Vieillevigne en 1361. Blason rénové par l'héraldiste Michel Pressensé (délibération municipale en 1965). |

### Devise
La devise de Vieillevigne : Vieille en mon nom, jeune en mon cœur.

### Personnalités liées à la commune
- La famille de Goulaine, seigneur de l'Audouinière, dont est issu René de Goulaine de Laudonnière, qui fonda une colonie française en Floride ;
- Jacques Gabriel Louis Le Clerc de Juigné, marquis de Juigné (° 1727- † 1807), « marquis de Montaigu », lieutenant général des armées du roi, ci-devant son ministre plénipotentiaire en Russie, gouverneur des ville et citadelle d'Arras, syndic général des Marches communes, député aux États généraux de 1789 (noblesse des Marches communes). Petit-fils de Louise-Henriette de Crux, il hérita de Augustin de Rochechouart, comte de Vihiers, seigneur de Vieillevigne en 1742, décédé le 31 octobre 1755. Le marquis de Juigné fit hommage au roi le 9 août 1774, pour ses châtellenies de Vieillevigne, Saint-Étienne-de-Mer-Morte, Touvois et Grandlieu. Il émigra quand vint la Révolution et sa terre de Vieillevigne fut vendue nationalement[29] ;
- Pierre Grelier, y est né le 20 mai 1754.
- Stanislas Baudry, y est né le 3 décembre 1777 ;
- Alcime-Armand-Pierre-Henri Gouraud, évêque de Vannes, y est né le 13 avril 1856 ;
- Jean-Yves Saunier, prêtre y est né le 8 septembre 1941 et y est inhumé le 14 décembre 2023[30].